# Coryphomys buehleri
Coryphomys buehleri är en utdöd gnagare i familjen råttdjur som beskrevs av Schaub 1937.
Coryphomys buehleri listas av Wilson & Reeder (2005) och av IUCN som enda art i släktet Coryphomys. Inga underarter finns listade i Catalogue of Life. En studie från 2010 indikerar att släktet har två arter.
Arten är känd från delvis förstenade kvarlevor som hittades i grottor på ön Flores. Den var betydlig större än nu levande råttdjur. De undre molarerna var till exempel 17,6 till 20,1 mm långa. Enligt studier från 1993 är Coryphomys buehleri närmare släkt med gnagare från Nya Guinea än med andra endemiska råttdjur på Flores. Arten vistades troligen på marken.
Med hjälp av upphittade skelettdelar uppskattas att släktets medlemmar hade en vikt upp till 6 kg. De dog troligen ut för 1000 till 2000 år sedan, när stora delar av skogen avverkades för att skapa jordbruksmark.